# Missy Franklin
Missy Franklin (n. 10 mai 1995, Pasadena, California, SUA) este o înotătoare americană, medaliată olimpică. A participat la 2 ediții ale Jocurilor Olimpice (2012, 2016) în care a câștigat 5 medalii de aur și o medalie de bronz.